# Pittore di Heidelberg
Pittore di Heidelberg (fl. 575 a.C. / 555 a.C.) è il nome convenzionale assegnato ad un ceramografo attico, così denominato in quanto autore di due coppe conservate presso la collezione dell'Università Ruprecht Karl di Heidelberg (S61 e S5).

## Attività
È, dopo il Pittore C, uno dei maggiori tra i decoratori di Coppe di Siana, con le quali inizia ad Atene quel processo di specializzazione nella tipologia della produzione, che si preciserà con i Kleinmeister e rivivrà nel periodo delle figure rosse.
Il Pittore di Heidelberg è stilisticamente vicino al Pittore di Amasis per le scelte tematiche, compositive e per il disegno dai contorni appuntiti, tanto da essere ritenuto a lungo da John Beazley lo stesso autore in una fase giovanile. In seguito si è preferito ritenerli allievi di uno stesso maestro o, più frequentemente, essendo il Pittore di Amasis più giovane, si considera quest'ultimo allievo del Pittore di Heidelberg.

## Opere attribuite
Uno dei lavori giovanili del Pittore di Heidelberg si trova a Firenze. Si tratta di una coppa di Siana del tipo a sovrapposizione recante sull'invaso esterno scene di palestra, quali si trovano comunemente nel secondo quarto del VI secolo a.C. Il tondo interno reca il gruppo di Aiace che trasporta il corpo di Achille e mostra, malgrado il cattivo stato di conservazione, la differenza di trattamento che corre tra questa scena e quella rappresentata da Kleitias sul vaso François, dovuta al temperamento dei due artisti, ma anche alla differente funzione dell'oggetto decorato.
Una kylix più tarda, conservata a Monaco di Baviera è decorata con altre due scene di genere sulle pareti esterne: la vestizione di un guerriero secondo un modulo caratteristico in epoca arcaica e una scena di palestra con un solo atleta che si appresta al lancio del disco, notevole quest'ultima per la presenza precoce di uno scorcio. Rispetto alla coppa di Firenze si fa evidente nel disegno l'influsso di Kleitias, dal quale il Pittore di Heidelberg trae caratteristiche di maggiore eleganza e austerità.
Anche la coppa di Würzburg appartiene al periodo maturo del Pittore di Heidelberg. Reca su un lato una quieta immagine di Dioniso seduto e nell'atto di ricevere l'omaggio da parte di figure femminili e maschili, mentre sul lato opposto la scena della consegna del piccolo Achille al centauro Chirone, solitamente tranquilla, si svolge in modo concitato e allegro, introducendo ad un ambiente familiare di cui il matrimonio, con relativo banchetto, è fase preliminare.